# ريتشارد وايلد
ريتشارد وايلد (23 مايو 1973 في المملكة المتحدة - ) (بالإنجليزية: Richard Wild)‏ هو لاعب كريكت بريطاني. لعب مع نادي مقاطعة نورثامبتونشير للكريكت ‏.

## وصلات خارجية
- ريتشارد وايلد على موقع إي آس بي آن كريك إنفو (الإنجليزية)